# تراموا ماگدبورگ
تراموا ماگدبورگ (آلمانی: Straßenbahnnetz Magdeburg) سیستم تراموا در شهر ماگدبورگ، آلمان است.
این تراموا که در سال ۱۸۷۷ تأسیس شده دارای ۹ خط، ۱۳۱ ایستگاه و ۶۰٫۵ کیلومتر طول می‌باشد.

## نگارخانه

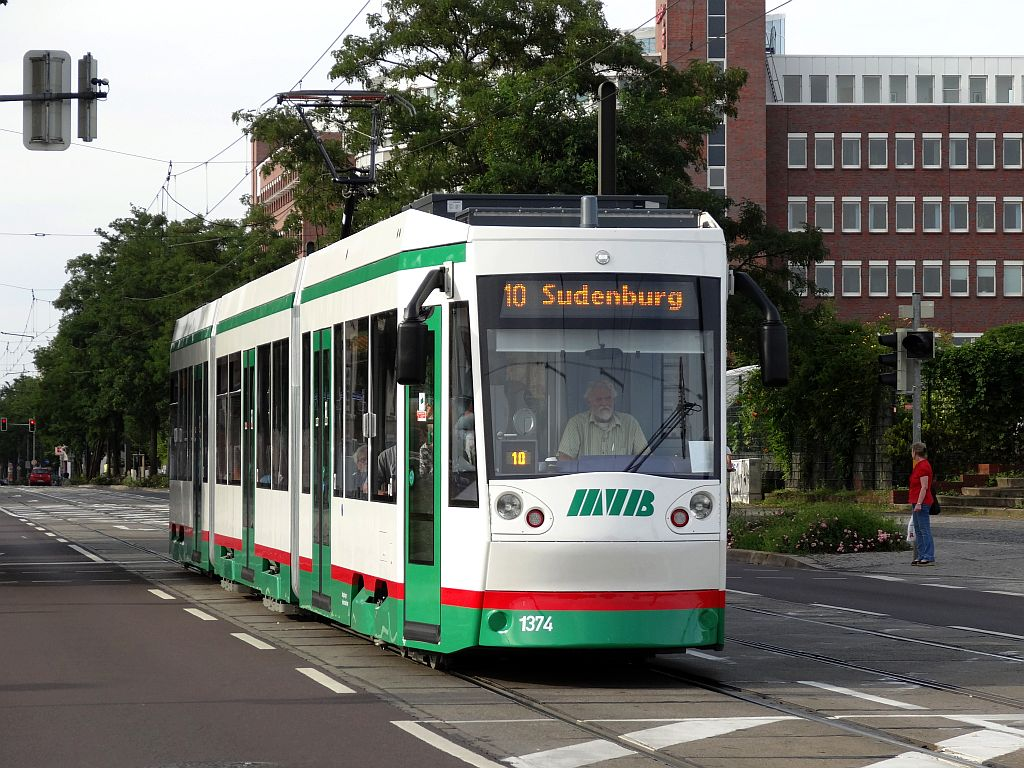
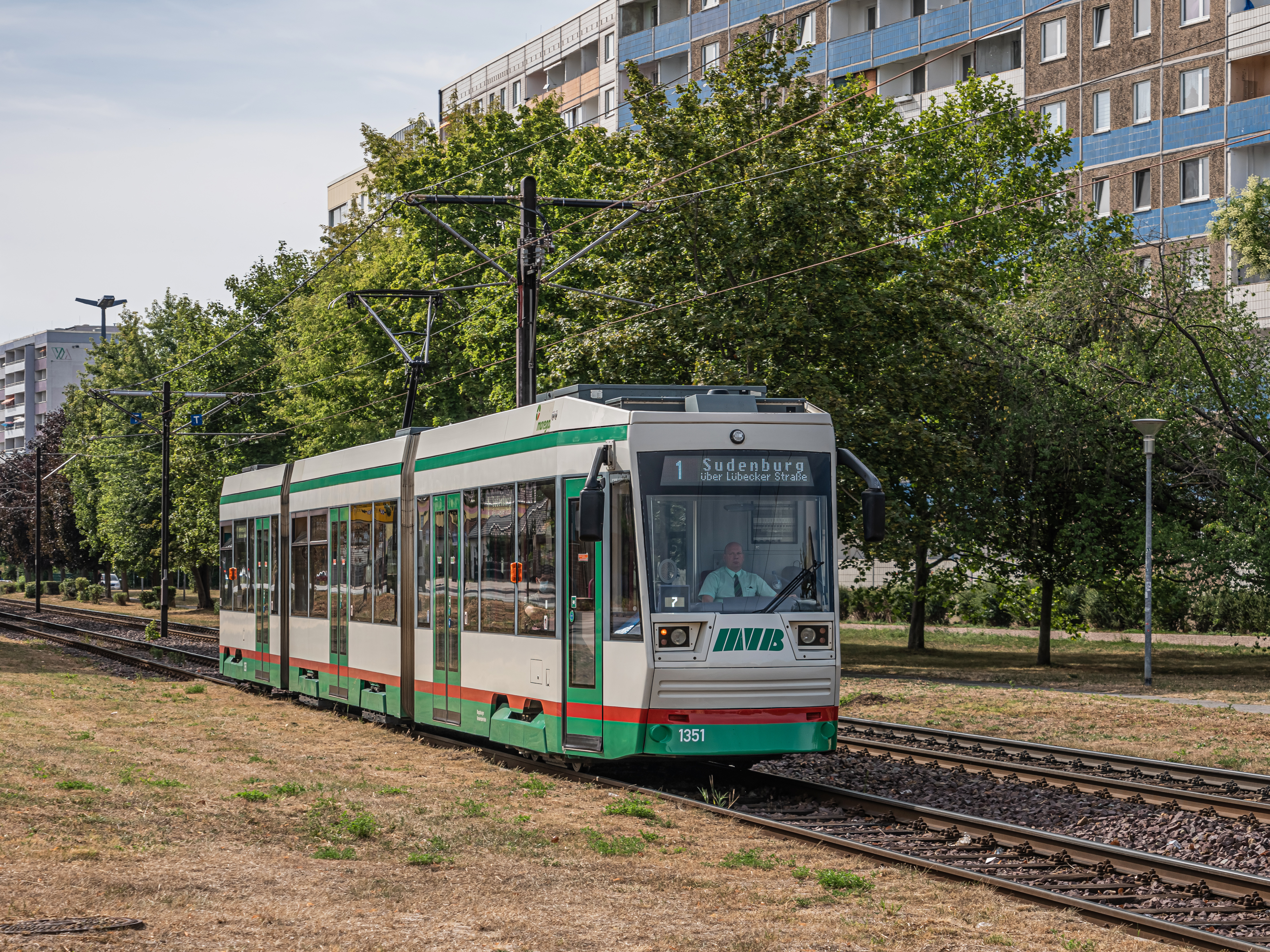
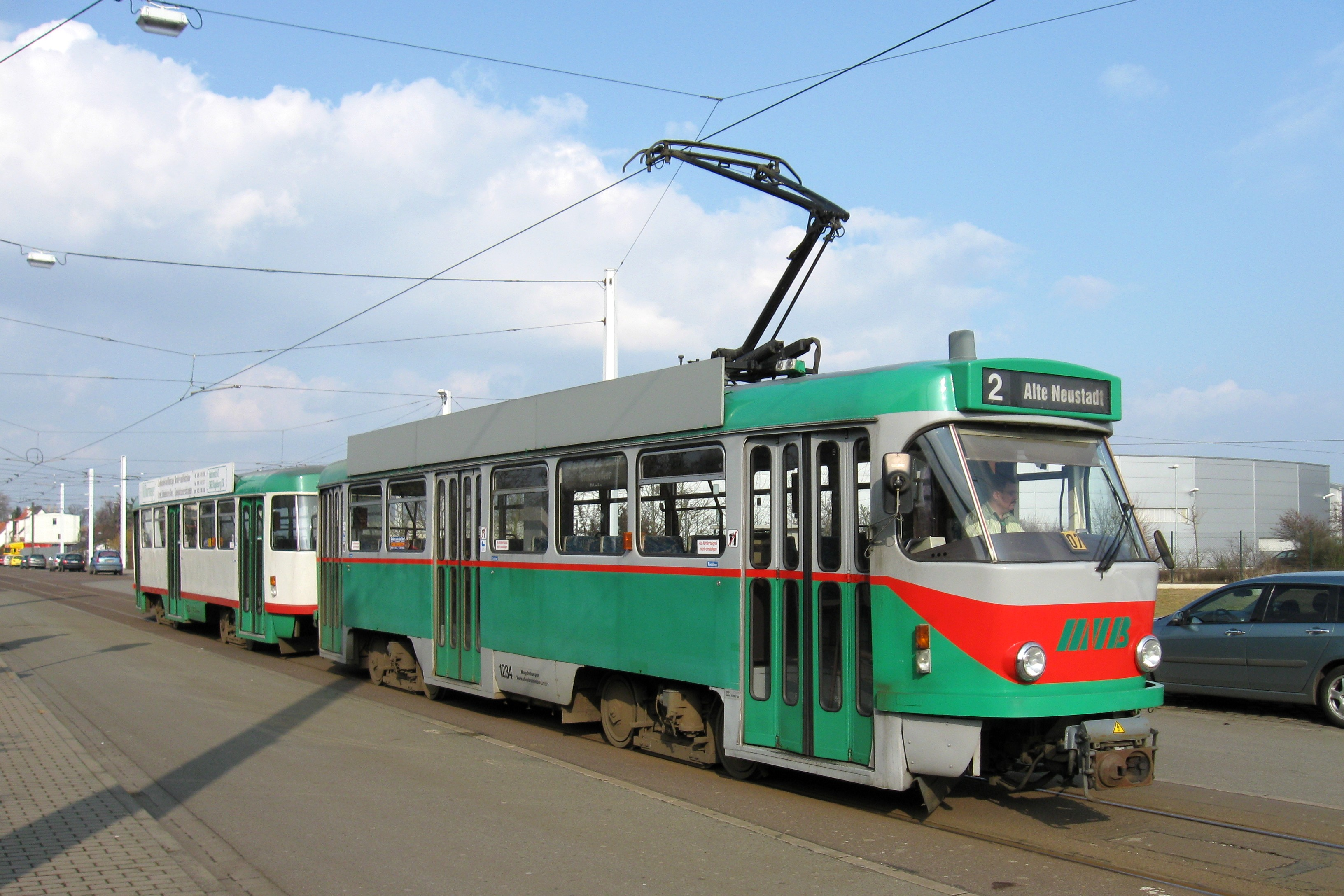